# Ingeborg Wellmann
Ingeborg Wellmann (ur. 5 maja 1924 we Wrocławiu, zm. 6 stycznia 2015 w Berlinie) – niemiecka aktorka.

## Obsada
- 1988/1989 Asterix – Operation Hinkelstein
- 1978 Der Pfingstausflug
- 1975 Familienglück
- 1960 Die Botschafterin
- 1960 Heldinnen
- 1953 Von Liebe reden wir später[3]

## Niemiecki dubbing
- 1991 Piękna i Bestia – Pani Imbryk